# Линда Лафърти
Линда Лафърти (на английски: Linda Lafferty) е американска писателка на бестселъри в жанра исторически любовен роман и романтичен трилър.

## Биография и творчество
Линда Лафърти е родена през 1955 г. в САЩ. Има по-голяма сестра – Нанси. Баща ѝ е морски капитан, семейството се мести постоянно, и тя учи в 14 различни училища. Оттогава е и любовта ѝ към спорта и пътешествията. Завършва с магистърска степен и докторат по педагогика от Колорадския университет. След дипломирането си работи като учителка, като е преподавала в Англия, Франция, Мексико, американското училище в Испания, и в гимназията на Аспен. Отделно се занимава с дресиране на коне.
Заедно с работата си започва да пише романи. В продължение на 28 години получава откази за публикуване, но е стимулирана от редакторите на издателствата да продължи да пише.
Със съдействието на редакторката Линдзи Гузардо от „Амазон“, през 2012 г. е издаден първият ѝ роман „The Bloodletter's Daughter“, който се приема добре от критиката и читателите. Книгата представя историята на незаконен син от Хабсбурската династия, който се влюбва в дъщерята на своя болногледач.
Вторият ѝ роман „Нощите на османската принцеса“ е издаден през 2013 г. Той пресъздава историята на Есма Султан една от най-влиятелните жени по времето на Османската империя, която е известна с това, че е заповядвала да убиват любовниците ѝ. Книгата бързо става международен бестселър и я прави известна.
За сюжетите на романите си прави посещения и изследвания в държавите обект на историята – Унгария, Словакия, Чехия и Турция.
Тя е запалена спортистка – обича да кара ски, да язди, да се катери по планини и да играе поло.
Линда Лафърти живее със семейството си в Аспен, Колорадо.

## Произведения

### Самостоятелни романи
- The Bloodletter's Daughter (2012)
- The Drowning Guard (2013)
Нощите на османската принцеса, изд.: Кръгозор, София (2013), прев. Антоанета Дончева-Стаматова
- The House of Bathory (2014)
- The Shepherdess of Siena (2015)
- The Girl Who Fought Napoleon (2016)